# Jawa 300
Jawa 300 je motocykl vyráběný od roku 2018 indickou společností Mahindra prostřednictvím své dceřiné společnosti Classic Legends v licenční dohodě s českou firmou Jawa. Jawa dodává motocykly v Evropě pozměněné na evropskou normu Euro 4 pod názvem Jawa 300 CL. Design byl inspirován slavnými "kývačkami", tedy motocykly Jawa 250/353 a Jawa 350/354.
První kusy Jawy 300 CL dorazily do Česka v září 2020, cena byla stanovena na 150 000 Kč a všech prvních 200 kusů bylo ihned vyprodáno. Další dodávky následovaly od ledna 2021.

## Technické parametry
- Motor: kapalinou chlazený čtyřdobý jednoválec
- Objem: 295 cm³
- Výkon: 20 kW, nebo 17 kW (CL verze) @ 7000 ot./min
- Max.točivý moment: 28 Nm, nebo 25 Nm (CL verze) @ 5750 ot./min
- Norma CL verze: Euro 4
- Rozvor kol: 1370 mm
- Převodovka: šestistupňová
- Kola: přední 18", zadní 17"
- Pneumatiky: přední 90/90/18, zadní 120/80/17
- Brzdy: přední kotoučové 280 mm s ABS, zadní bubnové 153 mm,
- Suchá hmotnost: 182 kg
- Max. rychlost: 125 km/h